# 대천동 (서귀포시)
대천동(大川洞)은 서귀포시의 행정동이다. 법정동 강정동, 도순동, 영남동, 월평동을 관할한다. 면적은 56.44km2이며, 인구는 2011년 3월 31일을 기준으로 2,630세대, 6,918명이다.

## 개요
대천동은 1981년 4월 13일 공표된 법률 제3425호에 의해 서귀읍 일원과 중문면을 통합하여 서귀포시를 설치(1981년 7월 1일)할 때 이루어진 12개 동 중 하나로, 강정동(옛 강정리)과 도순동(옛 도순리), 월평동(옛 월평리), 영남동(옛 영남리)를 통합하여 만든 동이다.
시설감귤, 화훼 등 시설농업이 발달된 감귤 중심의 농업지역이자, 월드컵경기장과 인접한 신시가지가 있는 복합형 농촌주거지역이다. 또한 서귀포시의 상수원이며 유원지인 강정천이 있는 개발가능 지역이기도 하다.

## 법정동
- 강정동(江汀洞)
- 도순동(道順洞)
- 영남동(瀛南洞)
- 월평동(月坪洞)

## 교육
- 도순초등학교 (도순동)
- 강정초등학교 (강정동)
- 대신중학교 (강정동)

## 주거
| 단지명                         | 건설사       | 시행사         | 주소      | 입주        | 비고 |
| ------------------------------ | ------------ | -------------- | --------- | ----------- | ---- |
| 강정지구 상록                  | 국제산업㈜   | 공무원연금공단 | 신서로 55 | 2015년 8월  |      |
| 강정지구 중흥S-클래스          | 중흥건설     | ㈜에코세종     | 대청로 12 | 2016년 11월 |      |
| 강정지구 골드클래스            | 골드클래스㈜ | 골드클래스㈜   | 대청로 11 | 2016년 12월 |      |
| 강정지구 유승한내들 퍼스트오션 | 유승건설     | 유승건설       | 대청로 34 | 2017년 3월  |      |